# Johannisfriedhof
Le Johannisfriedhof (cimetière Saint-Jean) est un cimetière du quartier de St. Johannis (de) à Nuremberg, en Allemagne.
Actif depuis plus de cinq siècles, il contient des épitaphes et pierres tombales de valeur historique et artistique, ayant une importance culturelle pour la ville.
En raison des nombreux rosiers, il est aussi surnommé le « cimetière des roses ». C'est un arrêt touristique commun dans un circuit historique de Nuremberg.
Ce lieu de sépulture est classé.

## Personnalités
Parmi les personnalités inhumées dans ce cimetière se trouvent Albrecht Dürer, Veit Stoss, Willibald Pirckheimer ou encore Ludwig Feuerbach.

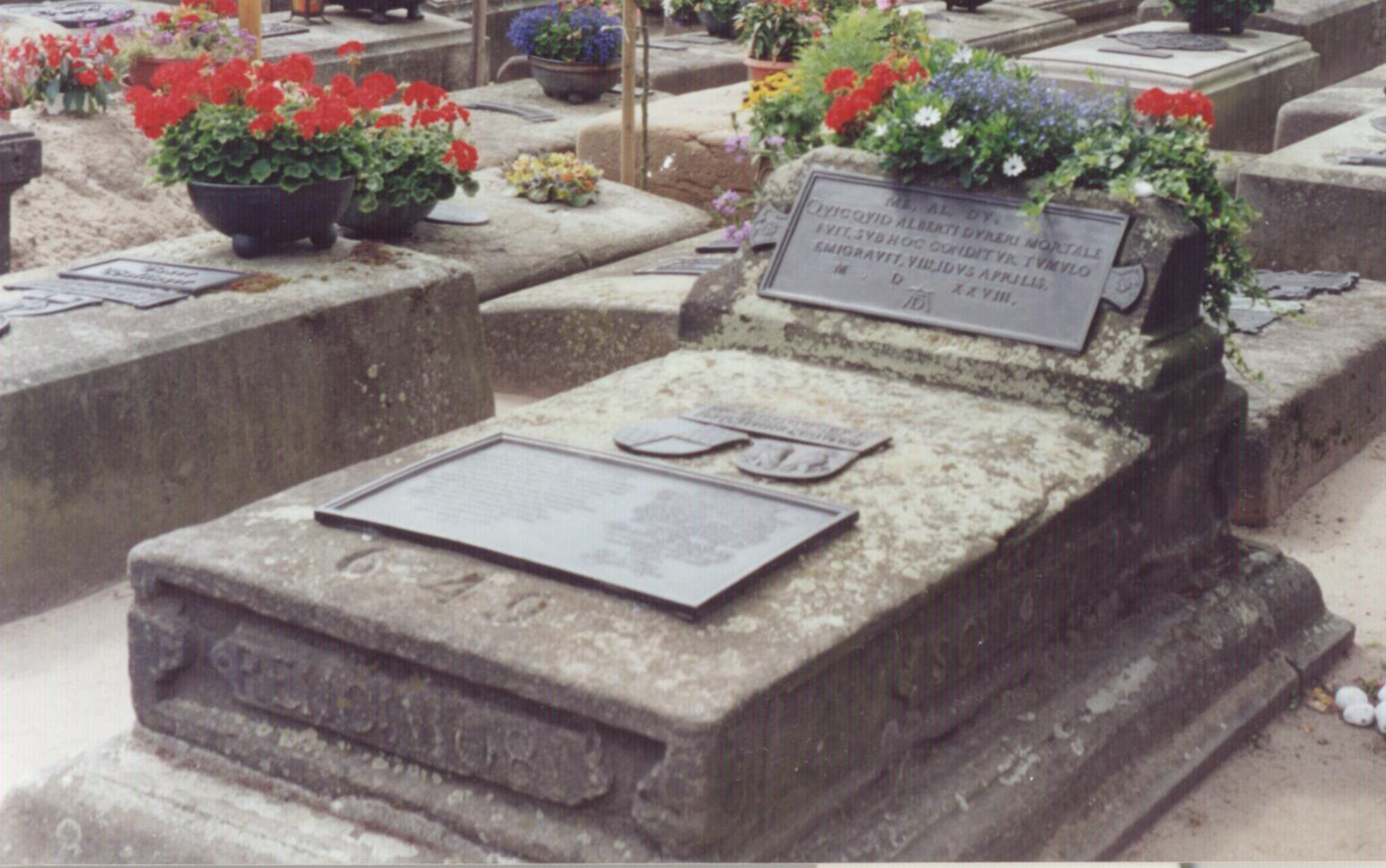
Tombe d'Albrecht Dürer.
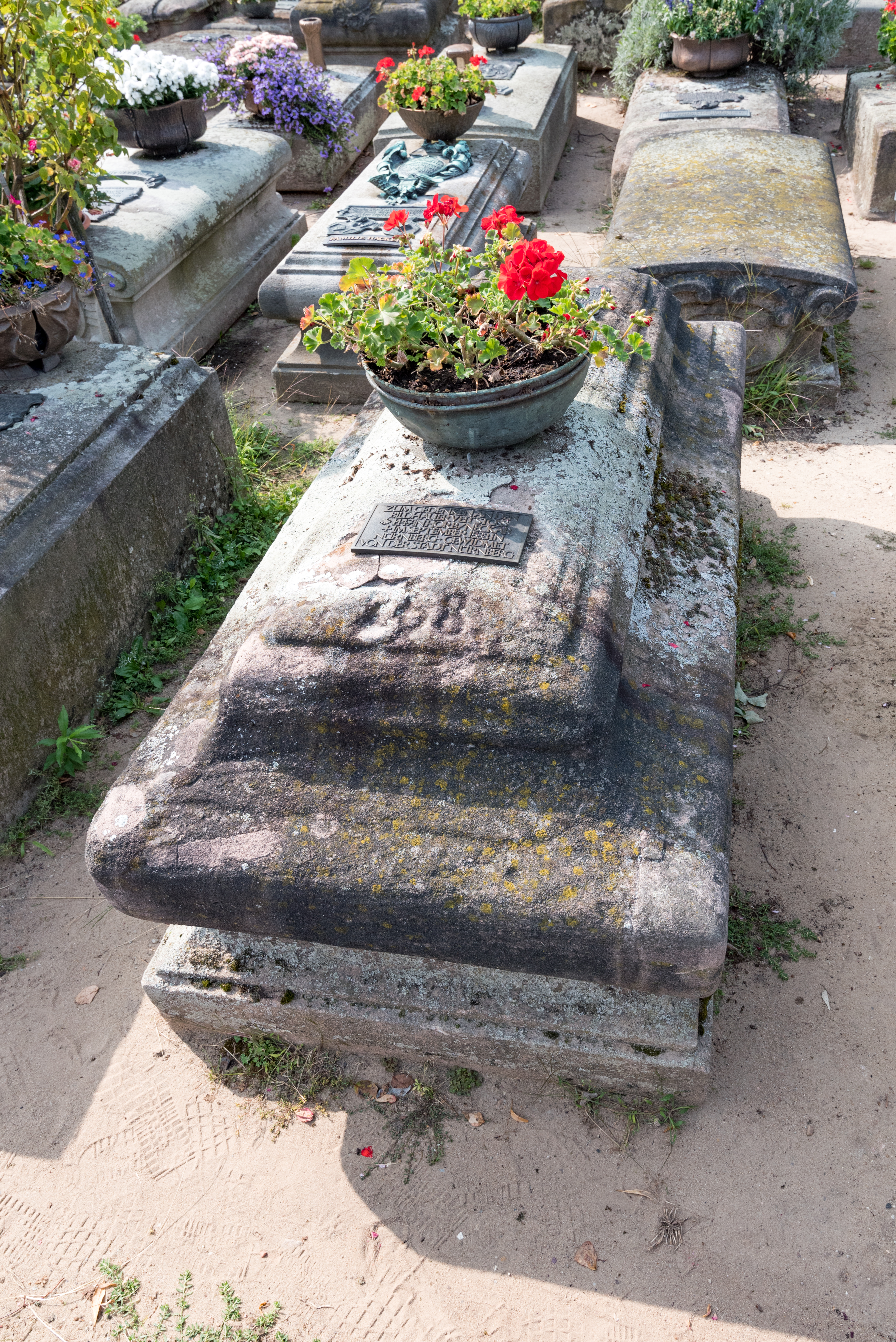
Tombe de Veit Stoss.
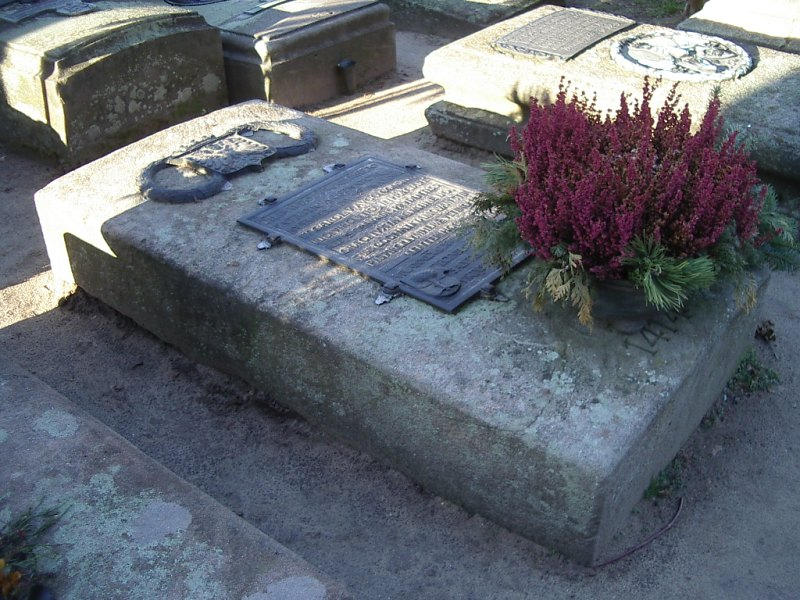
Tombe de Willibald Pirckheimer.
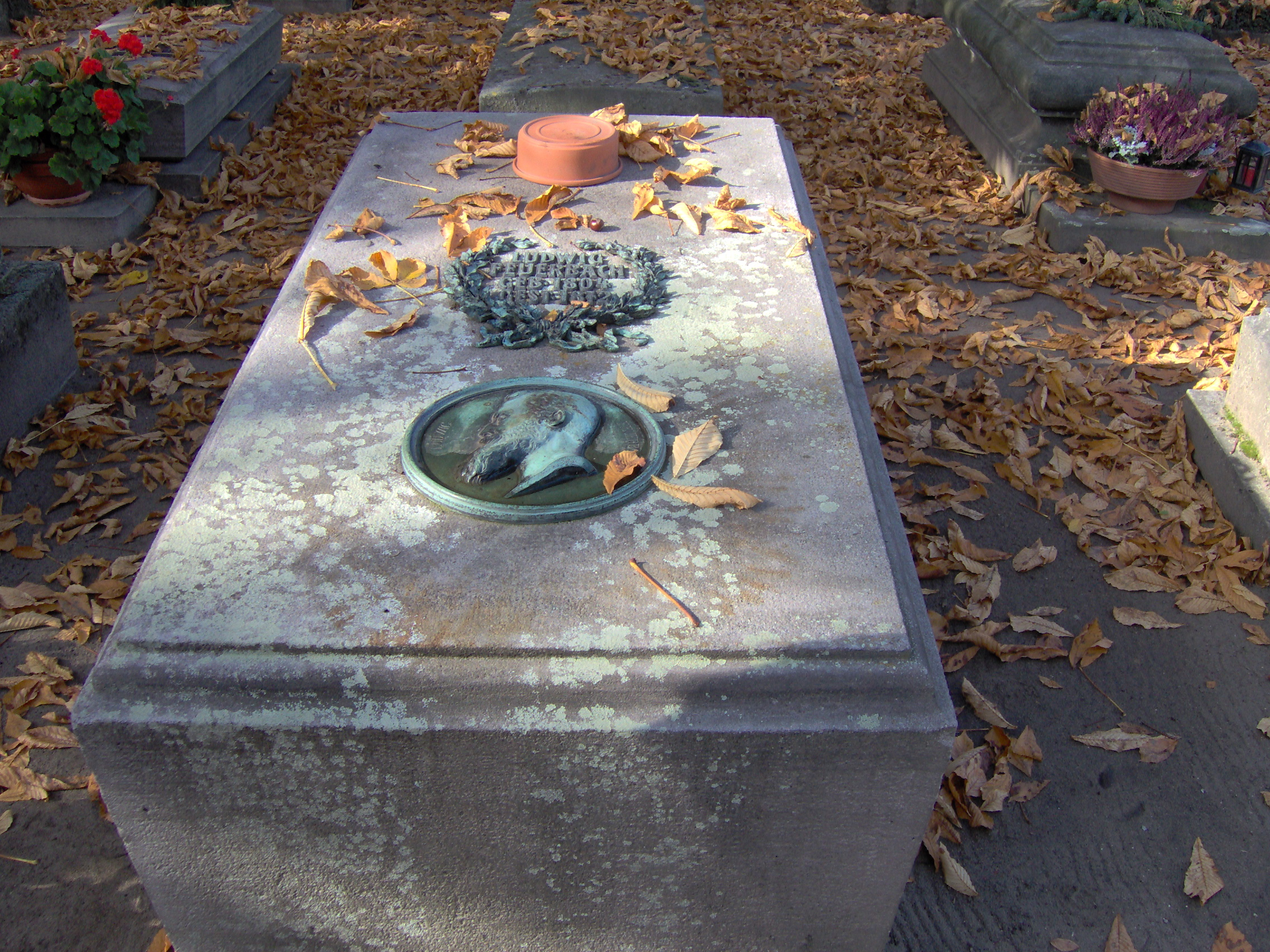
Tombe de Ludwig Feuerbach.